# 焯公亭步行系統

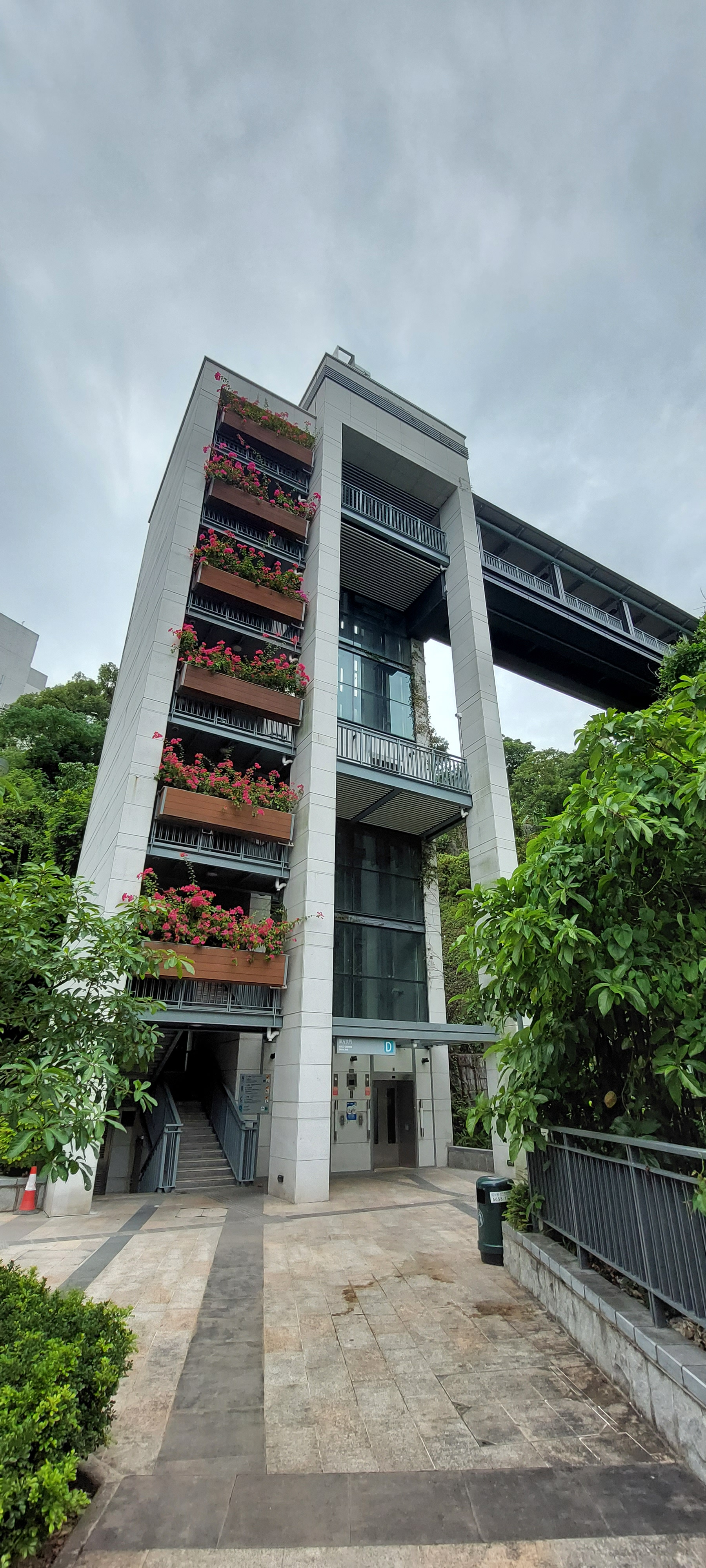
焯公亭步行系統 - 行人天橋

焯公亭步行系統（葡萄牙語：Percurso pedonal do Pavilhão Cheok Kun），作為“山邊街美化及新口岸和松山行人通道計劃”第二區和第三區工程的一部分，是澳門首條貫穿東望洋山的行人隧道、首條於東望洋山內興建的行人天橋；行人隧道是澳門首次採用“潛挖法”方式興建，工程先興建一條行人天橋和升降機系統連接焯公亭至新口岸填海區的澳門中聯辦大樓後方，另外早在2011年已提前完成興建一條行人天橋橫跨羅理基博士大馬路，由澳門中聯辦大樓旁邊至“東方拱門”巴士站旁；行人隧道分為兩條，一條途經焯公亭下方連接至東望洋斜巷及得勝斜路的交界處，位於澳門金融管理局大樓旁邊；另一條行人隧道連接松山晨運斜坡及位於松山市政公園內的松山跑步徑。

## 歷史及發展

### 「山邊街美化及新口岸和松山行人通道計劃」公佈
2012年7月26日，土地工務運輸局向傳媒介紹「山邊街美化及新口岸和松山行人通道計劃」詳情，副局長劉振滄介紹該「計劃」分三區施工。第一區範圍為羅理基博士大馬路聚龍酒家至聖羅撒學校一帶，工程主要包括道路美化、開通山邊街道路及於隧道圍行人隧道出口處加設升降機；第二區工程主要在白頭馬路焯公亭下方，即澳門中聯辦的後方興建一個佔地面積約1,200平方米的公園，及約500平方米的綠化區，以及一座約高26米的升降機塔樓，還有通往白頭馬路焯公亭的行人天橋，該步行系統一直通至松山。第三區工程則主要配合第二區的步行系統，挖建兩條行人隧道，並透過升降機至松山健康徑出口，及至澳門金融管理局側靠近東望洋斜巷處出口。工務局表示，第二區工程將於同年8月中招標，工期約為450日。為配合該區工程的有效開展，政府須要收回建造範圍內仍存在的霸地，相關行政程序已於早前展開，並已刊登最終決定告示。

### 第二區（新口岸至松山行人天橋）工程

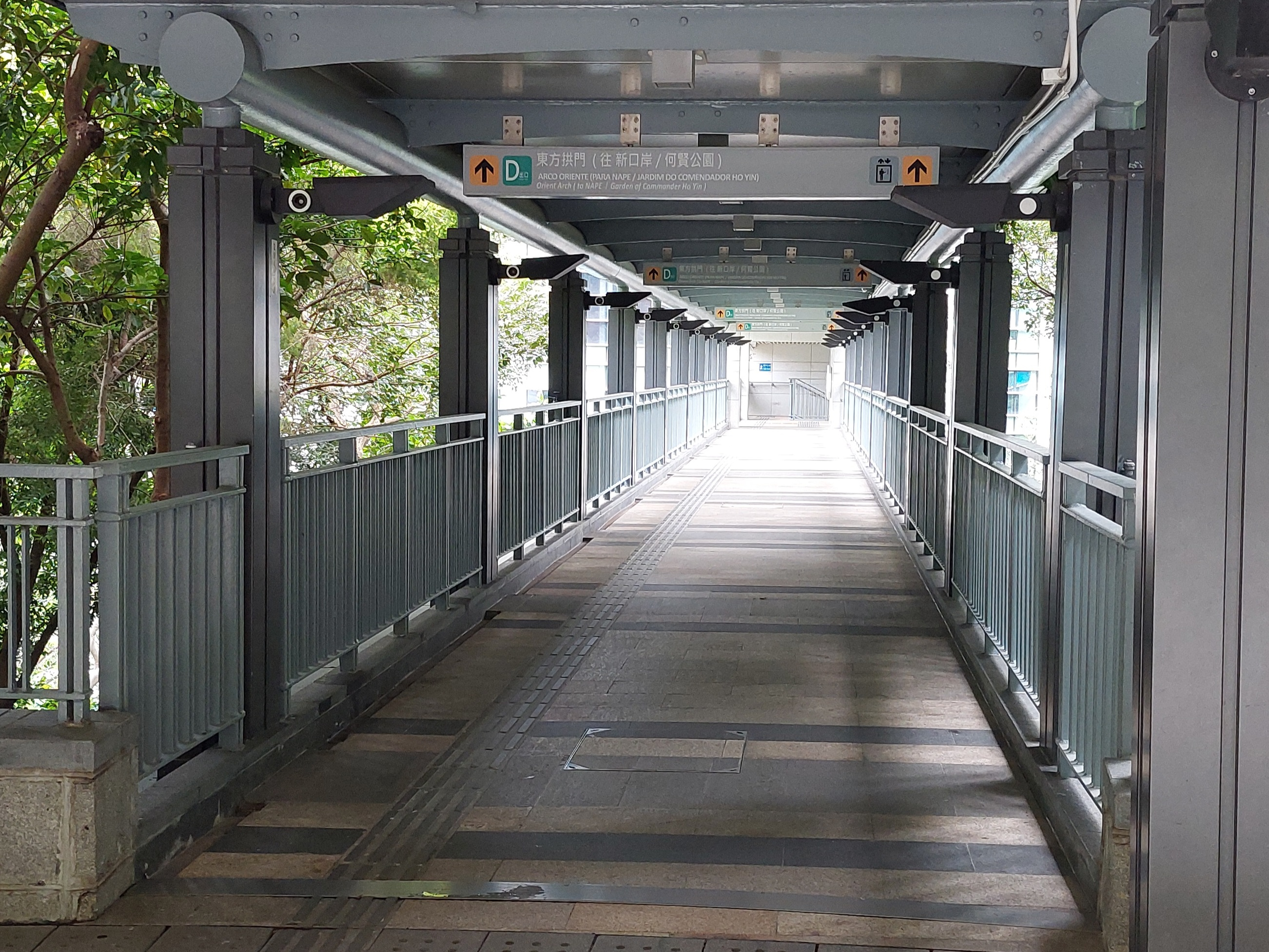
焯公亭步行系統行人天橋內部

2012年8月9日，土地工務運輸局對“山邊街美化及新口岸和松山行人通道計劃”第二區工程進行開標，一共收到七份標書競投，工程預計同年9月可以動工，並爭取2013年底落成啟用。建議工程造價介乎3,990多至4,880多萬澳門元不等，建議的最長施工期為450天，預計可創造80個就業職位。 項目位於白頭馬路焯公亭與羅理基博士大馬路之間，總佔地面積約7,000平方米，工程內容主要包括四個部分：一，在焯公亭下方建造一座佔地面積約1,200平方米的公園；二，興建一條長約30米的行人天橋，一端連接公園，而另一端則與是次工程興建的一座升降機塔樓接連。升降機塔樓約高26米，由兩部升降機及共有6層的樓梯廊道組成；三，於升降機塔樓下方建造一個約500平方米的綠化區；四，進行山坡整治及美化周邊街道等，以便將步行系統連接至羅理基博士大馬路。
2012年9月11日，政府採取跨部門聯合行動，對行人天橋落腳點的山邊街一幅面積達4,400平方米的霸地作出收回並騰空，有關土地收回後將隨即安排展開工程，包括興建升降機及行人天橋等無障礙過路設施。
2012年10月中旬，土地工務運輸局公佈，第二區工程，位於東望洋白頭馬路焯公亭與羅理基博士大馬路之間佔地約7,000平方米的地段安排在同年第四季動工，工期約15個月。至於第一及第三區工程，將於條件成熟時展開招標工作。工程包括一座高約26米的升降機塔樓及一座約30米長的行人天橋。
2012年11月22日，政府公佈“山邊街美化及新口岸和松山行人通道計劃”第二區工程動工，當時承建商正在進行興建主體工程的前期準備工作。第二區工程為期450天，預計2014年上半年竣工。
2015年1月31日，連接羅理基博士大馬路至焯公亭行人天橋正式啟用，另外兩條連接松山健康徑及東望洋斜巷的行人隧道工程亦於同日動工，工程期間一段連接松山至東望洋斜巷道路封閉500天，海邊馬路採取臨時交通措施包括加設臨時交通燈供行人及車輛通行。

### 第一區工程（山邊街行人通道及街道擴闢工程）

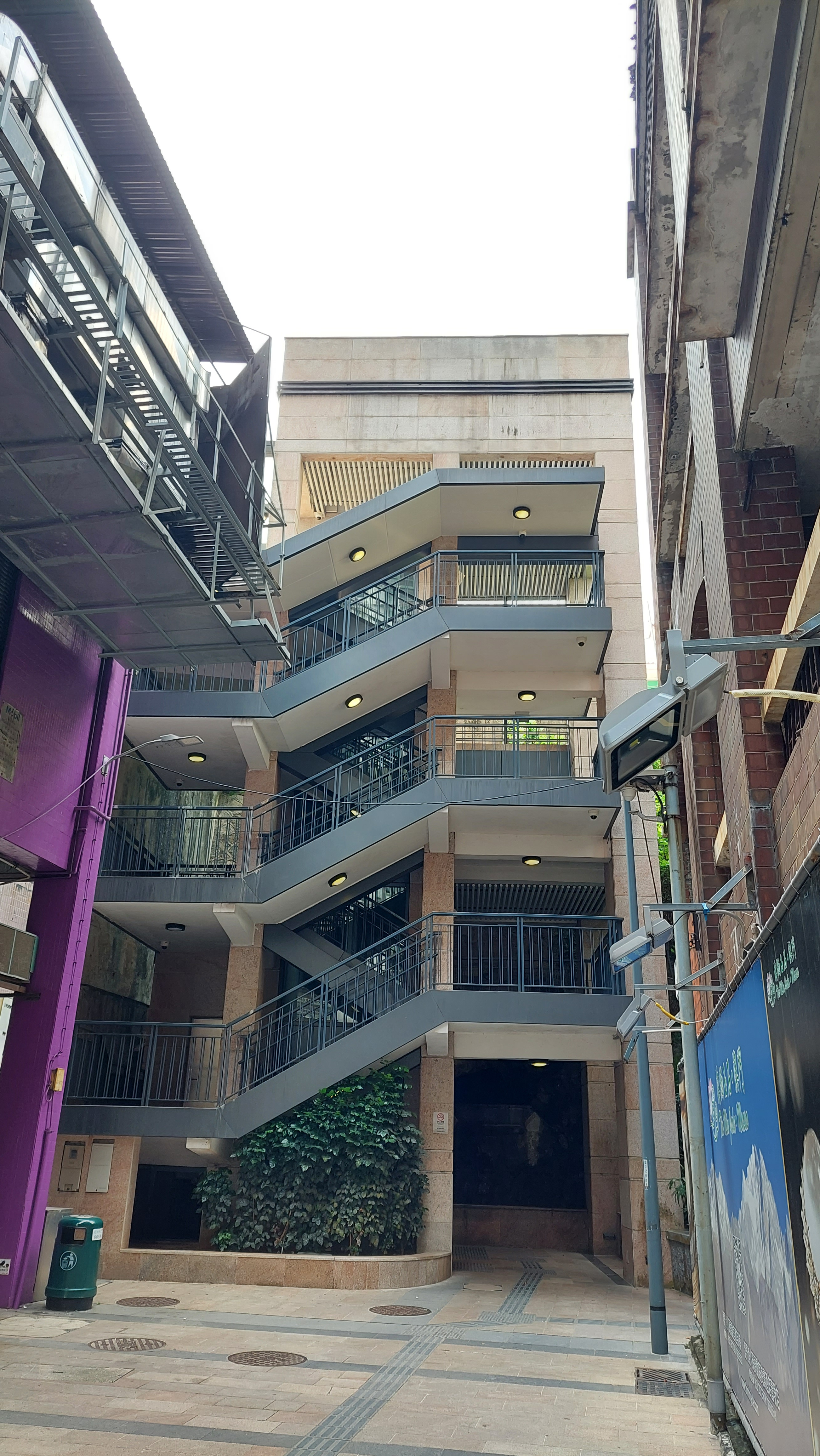
改建後的隧道圍行人隧道並加設升降機

2013年1月24日，政府公佈“山邊街美化及新口岸和松山行人通道計劃”第一區工程開標，共8份標書參與競投，工期最長約400日，預計可創造70個就業職位。“山邊街美化及新口岸和松山行人通道計劃-第一區工程”位於羅理基博士大馬路及山邊街圍繞的行人道及街道，總施工面積約6,500平方米，工程內容主要有三部分：一，改建隧道圍樓梯並加設升降機；二，於培道中學後方開闢道路，貫通山邊街；三，加思欄馬路與羅理基博士大馬路交匯處至聖羅撒中學之間的街道美化及山坡整治等。 主體工程是將隧道圍原有樓梯改建，增加設有升降機的無障礙行人過路設施，升降機並將附有發聲提示裝置及凸字按鈕等設施，以方便長者及殘障人士通行。另一方面，將於培道中學後方開闢道路，貫通山邊街，以增強周邊道路的使用性；同時，也將對加思欄馬路與羅理基博士大馬路交匯處至聖羅撒中學之間的街道進行美化及山坡整治，包括重鋪美化行人道路，鋪設防滑地磚及導盲磚等。
2013年4月21日，政府公佈“計劃”工程進度，其中位於焯公亭下方的第二區工程已完成基礎沉箱；第一區工程預計在同年5月動工。
2013年7月初，工務局公佈第一區工程包括隧道圍加升降機及貫通山邊街工程正式展開，並爭取在2014年第三季完工。為不影響施工期間行人通行，在改建工程進行前，會先建造臨時樓梯，讓行人如常使用隧道，才進行隧道圍樓梯及升降機建造工程。而澳門培道中學中學部按照當年的土地批給修改合同的規定，將約100平方米原屬道路規劃的政府土地歸還特區政府開闢道路，為了讓工程順利展開，局方早前與培道中學磋商，雙方已達成共識，政府正協助學校修正現有球場的位置及設置垂直綠化圍牆。
2014年5月7日上午10時起，為配合第一期工程推進，連接加思欄後新馬路至隧道圍的行人隧道封閉，為期45天。工程包括改建隧道圍樓梯並加設升降機、開闢道路貫通山邊街及進行街道、山坡整治等工程。
2014年10月30日，政府宣佈第一區工程基本完工，新升降機將於大賽車舉行前啟用。政府表示，第一區工程前先建造了臨時階梯，才進行舊有樓梯拆卸，以及新的升降機和樓梯塔樓建造工程。
2014年11月11日，第一區工程配套經過幾日的測試後正式啟用。
2014年11月29日上午10時起，位於培道中學後方新闢的山邊街工程完工並開通啟用，該路段由無出口道路改為單一方向行車道路。

### 第三區（新口岸至松山行人隧道）工程
2014年1月16日，工務局對第三區建造工程進行開標，將建造兩條行人隧道連接第二區的焯公亭休憩區至松山步行徑（隧道一）和得勝斜路（隧道二），隧道一建造工程共有四家公司參與競投，其中一間因沒有在該年度施工註冊續期申請，其標書不被接納，其餘被接納的三家公司分別提出造價由4仟8佰多萬至5仟8佰多萬澳門元不等。工程預計第二季動工，工期約540日，預計可創造80個就業職位。
2014年9月4日，第三區的行人隧道一工程早前已完成判標並即將動工，連接第二區的焯公亭休憩區至得勝斜路的隧道二建造工程開標，共4份標書參與競投全被接納，提出的造價介乎4千3百多萬至7千1百多萬澳門元不等，工期最長540天。位於松山海邊馬路與得勝斜路交會處地段，總施工面積約650平方米，工程主要興建一條長約55米的行人隧道與一座升降機設施，隧道兩邊出入口分別連接第二區的焯公亭下方休憩區及得勝斜路，升降機設施則是由一部升降機及樓梯通道組成。
2015年1月31日，第三區行人隧道建造工程展開，相關路段實施臨時交通安排。

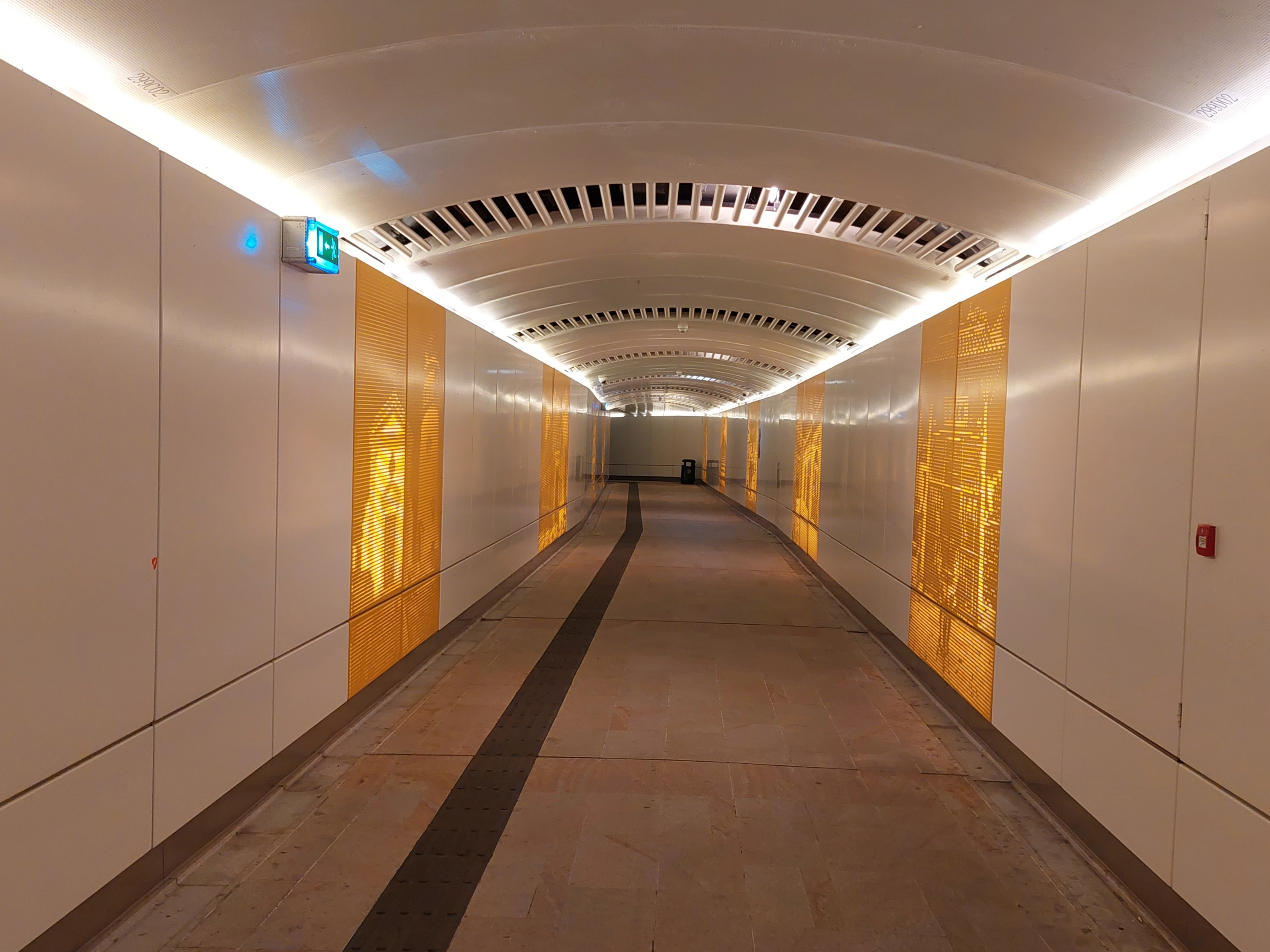
焯公亭步行系統第三區行人隧道 - 往返A出入口
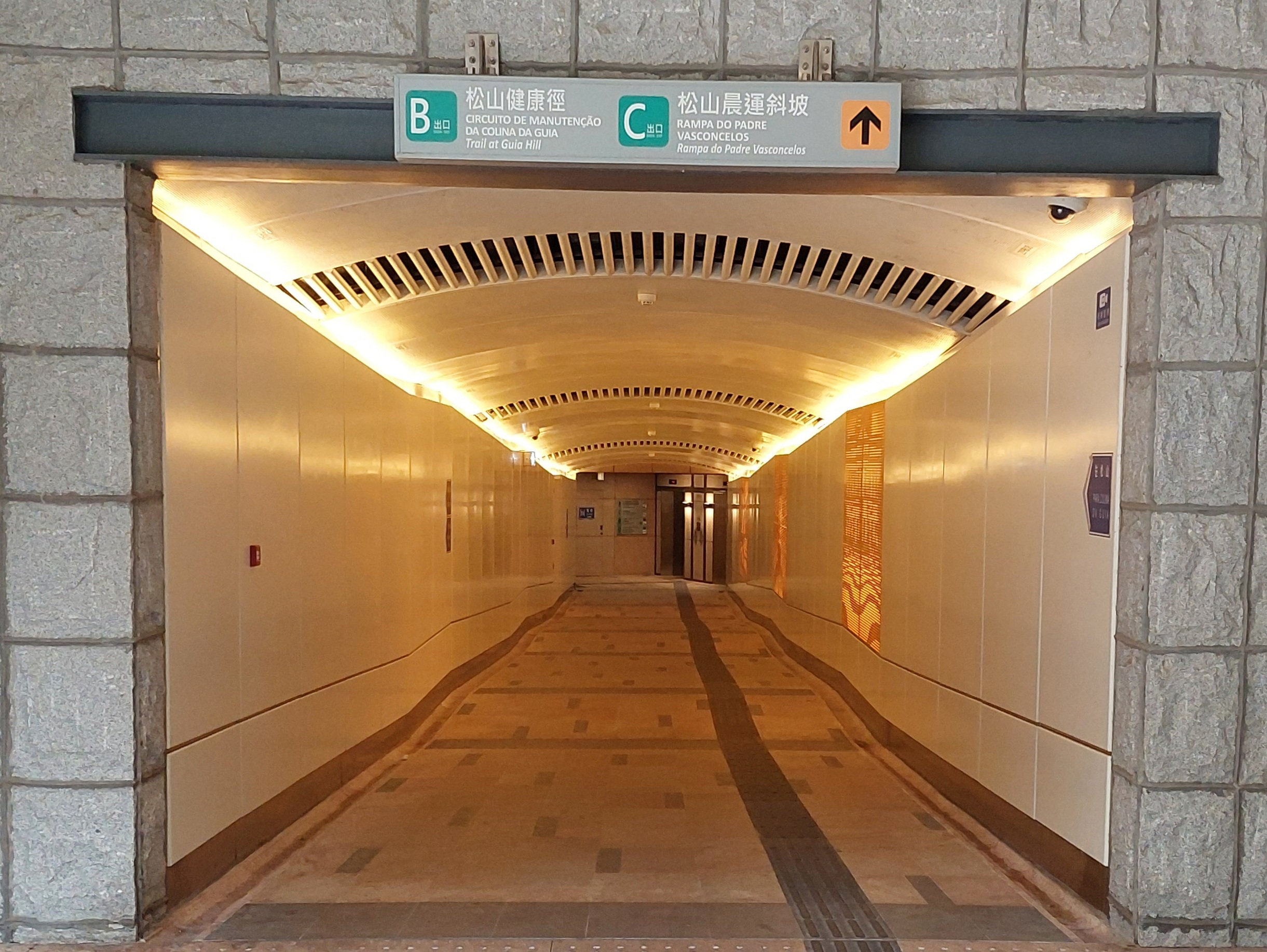
焯公亭步行系統 - 第二行人隧道

### 全面完工並構成系統
2016年11月，工務局宣佈第三區（兩條行人隧道）工程接近完工，其中焯公亭連接東望洋斜巷的行人隧道於11月8日10時起開放使用；而旁邊另一座連接松山健康徑的行人隧道則會爭取在11月17日起開放讓市民通行土地工務運輸局基礎建設廳廳長黃昭文表示，整個「山邊街美化及新口岸和松山行人通道計劃」即將完成，工程造價約1.8億澳門元，工程在2012年開始動工，第一區及第二區工程已於年前先後投入使用。
2016年11月17日，第三區工程陸續完成，連接松山健康徑的行人隧道及升降機於當天6時起開通，象徵著“焯公亭步行系統”所有主體工程全面完工。

## 工程影響
2015年1月31日，為配合第三區行人隧道工程動工，海邊馬路及得勝斜路實施臨時交通安排，其中介乎於東望洋酒店至澳門金融管理局的一段得勝斜路，因進行隧道出入口及升降機設施的結構體工程，道路實施交通封閉，禁止車輛通行，但會預留行人過路空間，工期為500天。經白頭馬路或海邊馬路之車輛，均不可轉入得勝斜路；經東望洋斜巷的車輛，不能轉入白頭馬路及海邊馬路。進入得勝斜路、若憲馬路及東望洋巷的車輛，可經由東望洋斜巷前往。巴士服務方面，位於若憲馬路的山頂醫院總站暫停使用，至於山頂醫院急診大樓巴士站如常運作，合共四條巴士路線受影響。
2015年5月7日，行人隧道進入第二階段交通改道安排，松山晨運斜坡需要封閉，為期60天。
2015年7月10日，交通事務局對兩條途經山頂醫院巴士路線作臨時調整，當中6A及6B路線臨時增加停靠“粵華中學”站，直至工程結束。
2016年11月8日10時起，得勝斜路將同步恢復雙向行車及取消設於海邊馬路的交通燈控制行人通道，相關臨時交通安排取消。
| 焯公亭行人隧道工程期間相關巴士路線臨時安排 | 焯公亭行人隧道工程期間相關巴士路線臨時安排 | 焯公亭行人隧道工程期間相關巴士路線臨時安排          | 焯公亭行人隧道工程期間相關巴士路線臨時安排 |
| 營運商                                     | 路線                                       | 站點停用                                            | 可選用站點                                 |
| ------------------------------------------ | ------------------------------------------ | --------------------------------------------------- | ------------------------------------------ |
| 澳巴                                       | 6A                                         | “得勝斜巷”                                          | “粵華中學” “東望洋新街”                    |
| 澳巴                                       | 6B                                         | “山頂醫院總站”                                      | “粵華中學” “東望洋新街”                    |
| 新福利                                     | 28C                                        | “得勝斜巷” “東望洋斜巷” “盧廉若公園”                | “山頂醫院急診大樓” “高士德／培正”          |
| 新時代                                     | H1                                         | “山頂醫院總站” “加思欄花園” “得勝斜巷” “東望洋斜巷” | “山頂醫院急診大樓” “塔石體育館”            |

## 特點
“山邊街美化及新口岸和松山行人通道計劃”，第一區工程中的隧道圍升降機及行人隧道方便居民無障礙出行；第二區和第三區工程中的焯公亭步行系統使居民從塔石、東望洋一帶到達近澳門中聯辦大樓一段的羅理基博士大馬路，再使用東方拱門附近的行人天橋和友誼大馬路行人隧道到達皇朝區和新口岸填海區，大大縮短往來中區至新口岸區的步行距離與時間。
其中第三區工程興建兩條行人隧道分別由焯公亭連接東望洋斜巷和松山健康徑，主要是焯公亭下方休憩區興建行人隧道，是澳門首次使用“潛挖法”興建的行人隧道工程。

## 出口分佈
| 編號 | 指示         | 圖片 | 備註                                     |
| ---- | ------------ | ---- | ---------------------------------------- |
| A    | 東望洋斜巷   |      | 行人隧道；前往華士古達嘉馬花園／塔石廣場 |
| B    | 松山健康徑   |      | 行人隧道                                 |
| C    | 松山晨運斜坡 |      | 行人隧道                                 |
| D    | 東方拱門     |      | 行人天橋；前往新口岸／何賢公園           |

## 未來發展
2023年5月5日，土地工務局公佈《羅理基博士大馬路周邊區域遺產影響評估及城市設計》研究報告中提出美化羅理基博士大馬路和山邊街。在步行遊徑加入葡國石鋪裝圖案進行指引；對遊徑系統內的城市行人道進行綠化改善，並增加設置座椅、飲水等設施；在所有觀賞東望洋炮台及燈塔的觀景點設置統一的地面引導標識。

## 爭議及事故

### 東方拱門行人天橋爭議及謠言
在“山邊街美化及新口岸和松山行人通道計劃”公佈前，早在2011年建成的橫跨羅理基博士大馬路近東方拱門的一段行人天橋引發不少爭議，部分居民於網絡及電台時事節目中投訴，行人天橋的興建「只不過為了澳門中聯辦等一班高檔權貴方便上下班而設」，此種言論還上了各報章的版面上。“計劃”公佈後，一些市民的不滿平息了。
2010年8月30日，土地工務運輸局城市規劃廳廳長劉榕指位於東方拱門附近的行人天橋即將動工。那是新口岸區與松山步行系統的一部分，天橋連接松山到嘉思欄馬路的白頭墳場，然後到何賢公園，再往宋玉生公園，到觀音蓮花苑，沿線是新口岸區的主要綠化帶。由於這部分的工程相對簡單，所以先進行。

### 工業意外
2014年1月23日下午，第二區工程行人天橋地盤發生工業意外，一名本地居民工人左腳骨折，須留院。承建商初步報告，當時挖泥機正在進行吊放混凝土下水管道的工序，在吊放一段下水管道的過程中，因鋼纜捆索不平衡，導致下水管道滑下，擊中該名受傷工人。

### 自殺事件
2018年6月4日凌晨1時半，有警員巡邏至羅理基博士大馬路中聯辦後山通往焯公亭之天橋下，發現一名男子倒臥地上，救護員接報到場後證實傷者已死亡，現場沒有遺書，死者身份一度成謎。死者姓馮，年約57歲，山西人。經警方深入調查後發現，死者於5月30日凌晨入境澳門，6月1日晚上11時許，在友誼大馬路做出「玩命」動作，則暫時誰也不知。被網民懷疑是「碰瓷」的中國大陸男子，他在山頂醫院休養了一日多，同日凌晨由醫院偷走出來，攀過山頭到達中聯辦後山連接焯公亭的一道天橋，由離地十多米高的橋面躍下，當場斃命。由於現場沒有死者遺書，加上屍體致死傷勢符合高處墮下造成，警方暫列自殺案處理，同時知會死者親友來澳善後。

## 交通

### 巴士
- 東望洋斜巷（A出入口）

M150 得勝斜路（Calçada da Vitória）
路線：6A、28C、H1
- 東方拱門（D出入口）

M155 東方拱門（Arco Oriente）
路線：3、5、10、10B、28A、28B、28C、29、32、56、H3